# تسجيلات باد بوي
تسجيلات باد بوي (بالإنجليزية: Bad Boy Records)‏ هي شركة تسجيل أمريكية تأسست في عام 1993، بواسطة شون "باف دادي" كومبس .